# Isabell Masters
Pour les articles homonymes, voir Masters.
Isabell Masters, née le 9 janvier 1913 à Oklahoma City (Oklahoma) et morte le 11 septembre 2011 à Riviera Beach (Floride), est une femme politique américaine 5 fois perennial candidate (en) de la Third party (en) à la présidence des États-Unis.
Les cinq campagnes présidentielles de Masters représentent le plus grand nombre de candidatures de femmes de l'histoire des États-Unis. Elle a été candidate aux élections présidentielles américaines de 1984, 1992 (339 voix), 1996 et 2004. En 1996, elle ne figurait que sur le bulletin de vote en Arkansas (mais avait également obtenu quelques voix en Californie et dans le Maryland). En 1992, son colistier était son fils, Walter Ray Masters, et en 1996, sa fille, Shirley Jean Masters.